# Phoenixstormvogel
De phoenixstormvogel (Pterodroma alba) is een vogel uit de familie van de stormvogels en pijlstormvogels (Procellariidae). Het is een bedreigde, endemische vogelsoort die broedt op een beperkt aantal eilanden in het oosten van Micronesië en het noorden van Polynesië in de Grote Oceaan.

## Kenmerken
De vogel is 35 cm lang, het is een middelgrote, donkerbruin en wit gekleurde  stormvogel. De kop, nek, bovenkant van de borst, rug, bovenkant van de vleugels en staart zijn vrij egaal grijsachtig bruin.De onderkant van de borst, buik en onderstaartdekveren zijn wit. Kenmerkend ten opzichte van stormvogelsoorten die daar ook voorkomen is de egaal bruin gekleurde ondervleugel, met alleen een dunne, vage lijnvormige streep, maar geen vlekken.

## Verspreiding en leefgebied
Deze stormvogel broedt vooral op het atol Kiritimati in Kiribati. Daarnaast ook op de Phoenixeilanden, de Marquesaseilanden, de Pitcairneilanden en Paaseiland. Buiten de broedtijd verblijft de vogel in een groot zeegebied rondom deze eilanden en wordt soms gezien tot Hawaï en de Kermadeceilanden. De vogel foerageert voornamelijk op pijlinktvis.

## Status
De phoenixstormvogel heeft een beperkt broedgebied en daardoor is de kans op uitsterven aanwezig. De grootte van de populatie werd in 2020 door BirdLife International geschat op 20-30 duizend volwassen vogels en de populatie-aantallen nemen af door de aanwezigheid van verwilderde katten. Op het voornaamste bolwerk Kiribati vormt de aanwezigheid van zwarte ratten en de aanleg van een lanceerinrichting voor satellieten een bedreiging. Om deze redenen staat deze soort als kwetsbaar op de Rode Lijst van de IUCN.